# Рита (фільм, 1957)
«Рита» — радянський фільм 1957 року знятий на Ризькій кіностудії режисером Адою Неретнієце за сценарієм Федір Кнорре.
Фільм отримав другу премію з розряду дитячих фільмів на Всесоюзному кінофестивалі (1959), премію на II Кінофестивалі республік Прибалтики, Білорусії та Молдови (Вільнюс, 1959), номінувався на «Кришталевий глобус» на Міжнародному кінофестивалі в Карлових Варах (1958).

## Сюжет
Картина побудована у формі спогадів старого Лусіса про свою онуку Ріту, латиську дівчинку, яка під час Великої Вітчизняної війни — в окупованій німцями Латвії, щодня ризикуючи життям у себе на хуторі рятувала кількох поранених солдатів — росіянина, француза та двох латишів, у чому їй допомагали німецький хлопчик Артур — син Крамерів, німецької пари, яка, як «раса панів», приїхала на «нові землі» Рейху. Несподівану допомогу Ріті та Крамеру надає німецький солдат-антифашист Еріх, який розуміє, що Рита когось ховає на горищі, але не видає її… Перед приходом Червоної Армії гітлерівці запідозрюють дівчинку, але радянські солдати приходять вчасно і не дають нацистам розправитися з полоненими та Ритою, але шрам від фашистської кулі на обличчі залишився як слід війни на її обличчі.

## В ролях
- Інесе Гулбе — Рита / Інеса
- Едуардс Павулс — Сергій Санніков
- Валдемарс Зандбергс — Маріс
- Арнолдс Лініньш — П'єр
- Роберт Лігерс — Айварс
- Харійс Авенс — дідусь Лусіс
- Лілія Жвігуле — Марта
- Яніс Грантіньш — Еріх
- Арнолдс Мілбретс — Берт
- Харійс Місіньш — Камерер
- Велта Ліне — дружина Камерера
- Імантс Скрастіньш — Артур після війни
- М. Лапіньш — Артур до війни
- І. Лапіня — маленька Інесе
- Евалдс Валтерс — аптекар
- Мієрвалдіс Озоліньш — німецький солдат
- Агрій Аугшкап — епізод
- Алфонс Калпакс — епізод
- Валентин Скулме — епізод

Фільм дубльований російською мовою на Кіностудії ім. М.Горького, реж. рубляжу Д. Васись, звукооператор Д. Білевич.

## Знімальна група
- Режисер — Ада Неретнієце
- Сценарист — Федір Кнорре
- Оператор — Маріс Рудзітіс
- Композитор — Адольф Скулте
- Художник — Лаймдоніс Грасманіс

## Нагороди
- 1959 - Приз за режисуру на кінофестивалі країн Балтії та Білорусі у Вільнюсі.
- 1959 - Приз на Всесоюзному кінофестивалі у Києві.

## Цікаві факти
- Фільм — дебютна робота в художньому кіно випускниці ВДІКу режисера Ади Неретнієце.
- Сценарій написав Федір Кнорре спеціально під дитину-акторку Інесу Гулбе, яка грала другорядну роль у попередньому фільмі «Після шторму» (1956).
- Знімали в місті Тукумс: Тукумська 3-тя середня школа, вулиці Лієла, Талсу і Дарза.
- Під час знімання були підірвані руїни зруйнованої під час Другої світової війни восьмирічної школи в місті Джуксте.